# Schule Island
Schule Island (englisch, spanisch Isla Schule) ist eine kleine Insel in der Gruppe der Biscoe-Inseln westlich der Antarktischen Halbinsel. Sie liegt 6 km östlich von Laktionov Island vor der Ostküste der Renaud-Insel.
Luftaufnahmen der Insel entstanden zwischen 1956 und 1957 bei der Falkland Islands and Dependencies Aerial Survey Expedition. Erstmals verzeichnet, jedoch noch unbenannt, ist sie auf einer argentinischen Regierungskarte aus dem Jahr 1957. Das UK Antarctic Place-Names Committee benannte sie 1959 nach dem US-amerikanischen Ozeanographen John J. Schule Jr., der 1950 den Meereis-Dienst des United States Hydrographic Office organisiert hatte.